# 터치 앤드 고 (밴드)

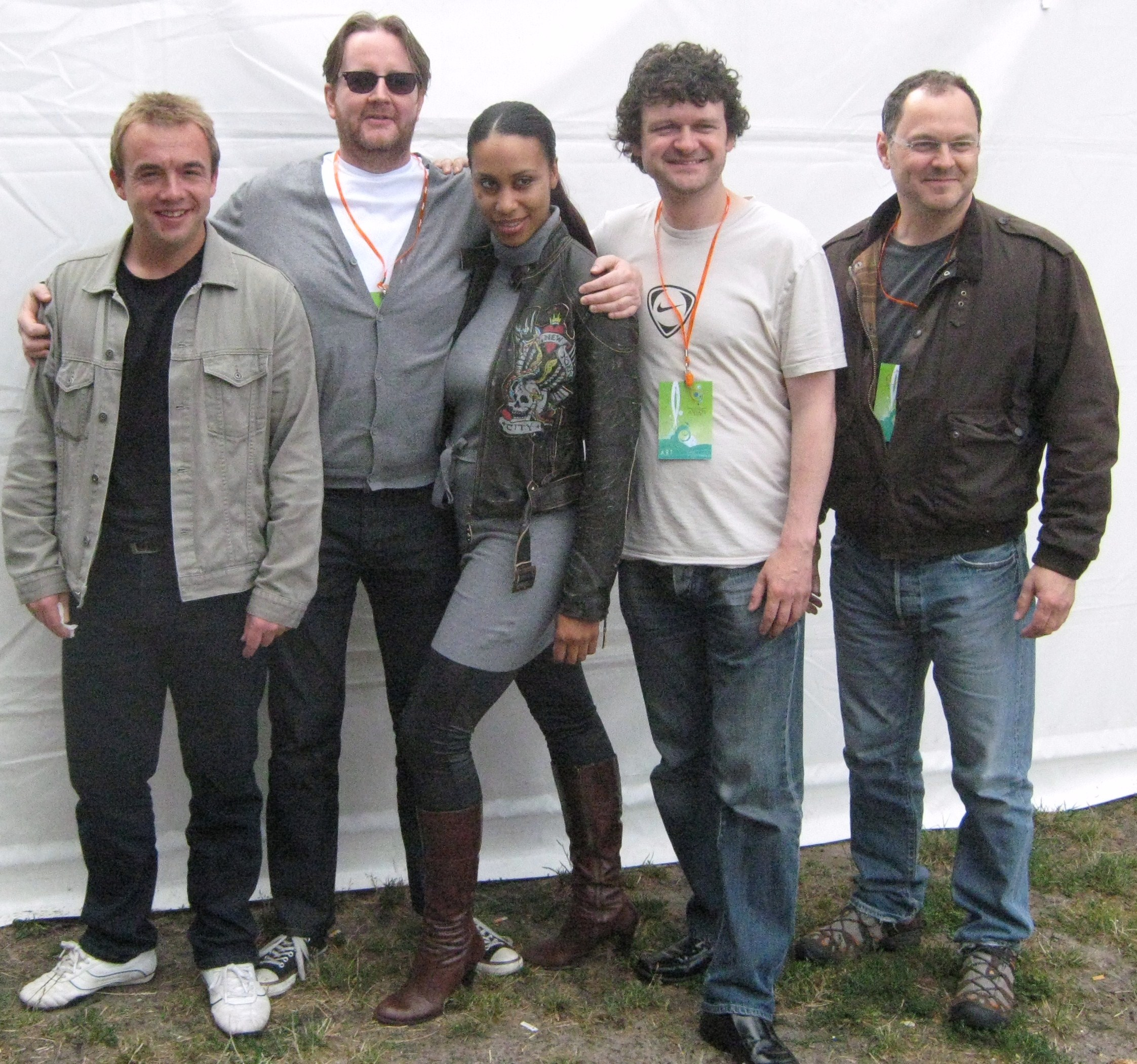

터치 앤드 고(Touch and Go)는 영국의 재즈 팝 앙상블이다.

## 경력
대표곡은 "Would You...?", "Straight... to Number One", "Tango in Harlem" 등이 있다. 1998년 여성이 "I've noticed you around / I find you very attractive / Would you go to bed with me?" 라고 말하는 부분이 독특한 "Would you...?"는 영국 팝 차트 3위에 올랐다. 곧 유럽에서도 히트를 기록하고 특히 동유럽의 많은국가에서는 이 밴드가 공연도 다녔다. "Would you...?"는 San Pellegrino, Carlsberg, Nokia 광고에 삽입되었다. "Straight... to Number One"은 애플의 아이튠즈 광고에 삽입되었다.
2007년 현재 이 그룹은 동유럽에서 콘서트를 진행하고 있다.
프로듀서 David Lowe는 1998년부터 BBC 뉴스의 모든 배경음의 작곡을 맡고 있다.

## 구성원
- Vanessa Lancaster
- James Lynch

## 프로듀서
- David Lowe
- Charlie Gillett
- Gordon Nelki